# Mark Wayne Clark
Mark Wayne Clark, ameriški general, * 1. maj 1896, Sackets Harbor, † 17. april 1984, Charlestone, Južna Karolina.

## Življenjepis
Clark se je udeležil prve svetovne vojne v Franciji leta 1918. Med drugo svetovno vojno je načrtoval operacijo Bakla. Med 1943 in 1944 je bil poveljnik 5. armade, ki je osvobodila Rim in nato od decembra 1944 do konca vojne poveljnik armadne skupine v Italiji.
Bil je drugi poveljnik sil OZN med korejsko vojno. Oktobra 1953 se je upokojil.